# Lewisburg (Luisiana)
Lewisburg es un lugar designado por el censo ubicado en el parroquia de St. Tammany en el estado estadounidense de Luisiana. En el censo de 2020 tenía una población de 420 habitantes y una densidad poblacional de 141,89 habitantes por km². Fue incluido como CDP en el censo de 2020. 

## Geografía
Lewisburg se encuentra ubicado en las coordenadas 30°22′11″N 90°06′11″O / 30.36972, -90.10306. Según la Oficina del Censo de los Estados Unidos,  tiene una superficie total de 2,96 km², de la cual 1,30 km² corresponden a tierra firme y 1,66 km² a agua.